# Магьосниците от Уейвърли Плейс: Филмът
„Магьосниците от Уейвърли Плейс“ (англ. Wizards of Waverly Place: The Movie) е американски филм на Дисни, базиран от сериала „Магьосниците от Уейвърли Плейс“. Премиерата на филма в САЩ е на 28 август 2009 г. по Дисни Ченъл.

## Герои
- Селена Гомез като Алекс Русо
- Дейвид Хенри като Джъстин Русо
- Джейк Т. Остин като Макс Русо
- Дейвид Делуис като Джери Русо
- Мария Каналс Барера като Териса Русо
- Дженифър Стоун като Харпър Финкъл